# The Rookie: FBI
Ne doit pas être confondu avec The Rookies.
Pour les articles homonymes, voir Rookie (homonymie).
Production
Diffusion
Chronologie
The Rookie : Le Flic de Los Angeles
The Rookie: Feds ou La Recrue : FBI au Québec (The Rookie: Feds) est une série télévisée américaine en 22 épisodes de 42 minutes créée par Alexi Hawley et Terence Paul Winter et diffusée entre le 27 septembre 2022 et le 2 mai 2023 sur le réseau ABC. 
Il s'agit d'une série dérivée (spin-off) The Rookie : Le Flic de Los Angeles centrée sur Simone Clark, recrue la plus âgée de l'académie du FBI. La série est introduite dans un double épisode backdoor pilot de The Rookie : Le Flic de Los Angeles.
Au Québec, elle est diffusée depuis le 22 septembre 2023 sur le réseau TVA. Elle reste inédite dans les autres pays francophones.

## Synopsis
Ancienne conseillère d'orientation à Washington, D.C., Simone Clark décide — à l'âge de 48 ans — de réaliser enfin son rêve de toujours : rejoindre le FBI. Ce changement de carrière va affecter ses enfants Billie et Max, ainsi que son père, Christopher « Cutty ». Lui-même ancien agent du FBI, il a été condamné à tort et a passé huit ans en prison avant d'être disculpé. Aujourd'hui membre du mouvement Black Lives Matter, il est mécontent du changement de carrière de sa fille. Après avoir passé sa première journée avec l'unité de vérification des antécédents du bureau extérieur de Los Angeles, Simone est affectée à l'unité d'enquête spéciale de Matt Garza. Sur le terrain, Simone va être chapeautée par l'agent Carter Hope. Ce dernier va être surpris par les méthodes peu orthodoxes de Simone. Carter est par ailleurs en plein divorce.

## Distribution

### Acteurs principaux
- Niecy Nash-Betts (VF : Laura Zichy) : agent spécial Simone Clark
- Frankie Faison (VF : Benoît Allemane) : Christopher « Cutty » Clark, père de Simone
- James Lesure (VF : Eilias Changuel) : agent spécial Carter Hope, instructeur de Simone
- Britt Robertson (VF : Camille Donda) : agent spécial Laura Stensen, instructrice de Brendon
- Felix Solis (VF : Marc Saez) : agent spécial superviseur Matthew « Matt » Garza, chef de l'unité d'enquête spéciale
- Kevin Zegers (VF : Julien Allouf) : agent spécial Brendon Acres (né Brendon Butkus)

### Acteurs récurrents
- Michelle Nuñez (VF : Mélissa Berard) : agent spécial Elena Flores, analyste du FBI
- Devika Bhise (en) (VF : Julie Turin) : Antoinette Benneteau, criminologue du FBI
- Courtney Ford (VF : Sara Viot) : agent spécial en charge Tracy Chiles, cheffe du bureau de Los Angeles
- Jessica Betts (en) (VF : Daria Levannier) : D. J.

### Invités
- Thomas Dekker : Eli Reynolds (alias Jeffrey Boyle)
- Eric Roberts : Josh Reynolds
- Deniz Akdeniz (VF : Nessym Guetat) : Mark Atlas
- Tom Arnold : Miles Butkus
- David Ramsey : Greg Wright
- Dia Nash (VF : Périne Lislet) : Billie, fille de Simone
- Mateo Pollock : Max, le fils de Simone
- Wallace Langham : Alan Brady
- Teddy Sears : George Rice
- Donna Mills : Layla Laughlin
- Carlos Leal (VF : Olivier Peissel) : Tobias Kazan

### Invités deThe Rookie: Le Flic de Los Angeles
- Nathan Fillion (VF : Guillaume Orsat) : officier de police John Nolan
- Alyssa Diaz (VF : Jessica Monceau) : inspectrice Angela Lopez
- Brent Huff (VF : Thierry Mercier) : officier de police Quigley Smitty
- Melissa O'Neil (VF : Audrey Sourdive) : officière de police Lucy Chen
- Eric Winter (VF : Cédric Dumond) : sergent Tim Bradford
- Richard T. Jones (VF : Daniel Njo Lobé) : sergent Wade Grey
- Shawn Ashmore (VF : Fabrice Trojani) : Wesley Evers

 Source et légende : version française (VF) sur RS Doublage et Doublage Séries Database

## Production

### Genèse et développement
En février 2022, il est annoncé qu'ABC développe une série dérivée (spin-off) de The Rookie : Le Flic de Los Angeles centrée sur le FBI. Il est précisé qu'elle sera introduite dans un double épisode backdoor pilot de la série principale. L'idée d'ABC est de développer une franchise similaire à celle d'autres chaînes comme Chicago et Law & Order sur NBC et FBI et NCIS sur CBS.
En mai 2022, la série est officiellement commandée et son titre actuel est adopté. Créateur de la série initiale, Alex Hawley est ici co-créateur avec Terence Paul Winter. Acteur vedette de la série The Rookie, Nathan Fillion officie ici comme producteur délégué.
En octobre 2022, la série est commandée pour une saison complète de 22 épisodes.
En juillet 2023, durant la grève de la Writers Guild of America de 2023, ABC n'a toujours pas décidé de renouveler ou annuler la série. 24 heures après la fin de la grève des acteurs, ABC annule la série le 9 novembre 2023.

### Attribution des rôles
En février 2022, Niecy Nash-Betts est la première engagée, pour le rôle principal de Simone Clark. Elle est rejointe par Kat Foster et Felix Solis en mars 2022, dans les rôles respectifs de Casey Fox et Matthew Garza.
Frankie Faison est ensuite annoncé dans le rôle de Christopher « Cutty » Clark, le père de Simone. Alors que la série est officiellement commandée, il est précisé que le personnage campé par Kat Foster ne sera pas conservé au-délà du pilote,. Britt Robertson rejoint la série en juin 2022 dans le rôle de Laura Stensen, suivie par Kevin Zegers et James Lesure.
En septembre 2022, Jessica Betts, Tom Arnold, Eric Roberts ou encore Deniz Akdeniz sont annoncés en guest-stars.
Il est révélé que Nathan Fillion et Alyssa Diaz reprendront brièvement leurs rôles respectifs de The Rookie : Le Flic de Los Angeles,.

## Épisodes
La série a été introduite dans The Rookie : Le Flic de Los Angeles les 24 avril et 1er mai 2022.
1. Simone (saison 4, ép. 19).
2. Enervo (saison 4, ép. 20).

La série a débuté en septembre 2022.
1. Première Journée (Day One)
2. Un acteur maudit (Face Off)
3. Malédiction (Star Crossed)
4. Jusqu'à la mort (To Die For)
→ Conclusion d'un crossover qui débute dans The Rookie (saison 5, ép. 4).
5. Felicia (Felicia)
6. Le Faucheur (The Reaper)
7. Compte à rebours (Countdown)
8. Prise d'otage (Standoff)
9. Flashback (Flashback)
10. Le Détenu silencieux (The Silent Prisoner)
→ Conclusion d'un crossover qui débute dans The Rookie (saison 5, ép. 10).
11. Étroite Collaboration (Close Contact)
12. Sang pour sang (Out for Blood)
13. Le Rémora (The Remora)
14. La Récompense (The Offer)
15. Double Incrimination (Dead Again)
16. Drôle de Saint-Valentin (For Love and Money)
17. Le Sens du pardon (Payback)
→ Conclusion d'un crossover qui débute dans The Rookie (saison 5, ép. 17).
18. Incident diplomatique (Seeing Red)
19. Preuve à brûler (Burn Run)
20. Je suis pluriel (I Am Many)
21. Descendance (Bloodline)
→ Conclusion d'un crossover qui débute dans The Rookie (saison 5, ép. 21).
22. Red One

## Commentaire
Un an après l'annulation de la série, Felix Solis, Britt Robertson et Kevin Zegers reprennent leurs rôles respectifs dans la finale de la sixième saison de la série-mère.